# Clarion Hotel Špindlerův Mlýn
Clarion Hotel Špindlerův Mlýn, voorheen Hotel Arnika, is een viersterrenhotel in de stad Špindlerův Mlýn, een wintersportoord dat deel uitmaakt van de okres Trutnov in de Tsjechische regio Hradec Králové. Naast het hotel bevindt zich een stoeltjeslift naar een aantal blauwe- en oefenpistes in het Reuzengebergte.
Voordat het hotel de naam Clarion Hotel Špindlerův Mlýn kreeg, heette het Hotel Arnika. Het toenmalige hotel behoorde tot de hotelketen OREA Hotels. Op 1 december 2011 nam de hotelketen CPI Hotels het hotel over en werd de huidige naam aangenomen.